# Век на унижение
Векът на унижение, или още Стоте години на унижение, е понятие от китайската историография, което описва периода на усилена западна и японска намеса и подчинено положение на династията Цин и Република Китай между 1839 и 1949 г. Понятието се заражда около 1915 г. във връзка с китайската съпротива срещу Двадесетте и едно искания, отправени от Японската империя към Република Китай по време на Първата световна война, а впоследствие приети от Юен Шъкай, който пък по-рано е сред потушителите на Синхайската революция от 1911 г. 
Разпространението на понятието е подпомогнато както от националистическия Гоминдан, така и от интернационалистическата Китайска комунистическа партия.